# William Gibson
William Ford Gibson III (Conway, Carolina del Sur; 17 de marzo de 1948) es un escritor de ciencia ficción estadounidense-canadiense, considerado el padre del cyberpunk. Ha sido el trigésimo quinto autor ―en la edición del año 2018― en recibir el prestigioso galardón Gran Maestro Damon Knight Memorial que concede la Asociación de escritores de ciencia ficción y fantasía de Estados Unidos (SFWA) por «sus contribuciones a la literatura de ciencia ficción y fantasía».

## Biografía
Gibson nació en Conway (Carolina del Sur) el 17 de marzo de 1948, una población cercana al lugar donde sus padres solían veranear. Su padre William Ford Gibson Jr. era director de una empresa de construcción y su madre Elizabeth Otey Williams ama de casa, ambos de la pequeña localidad de Wytheville, en el estado de Virginia. Durante su infancia temprana la familia Gibson tuvo que cambiar frecuentemente de residencia siguiendo los proyectos de construcción del padre, hasta que se establecieron definitivamente en Norfolk, donde Gibson comenzó sus estudios primarios. Un año después, su padre murió ahogado en un restaurante durante un viaje de negocios y su madre regresó a Wytheville. Gibson describiría el lugar como «un sitio donde la modernidad había llegado hasta cierto punto, pero era mirada con profundo recelo».
Gibson se convirtió en un tímido y desgarbado adolescente en un ambiente fuertemente religioso que rechazaba. Se refugió en la literatura de ciencia ficción, pasando la mayor parte de su tiempo escuchando discos y leyendo libros. Con trece años compró, a espaldas de su madre, una antología de la generación Beat. Debido a su pobre rendimiento escolar, Elizabeth amenazó con enviarlo a un internado a lo que él reaccionó entusiásticamente. Fue enviado a la Escuela para Niños del Sur de Arizona en Tucson. En su examen de aptitud SAT consiguió un 148 sobre 150 en escritura, pero solo un 5 sobre 150 en matemáticas para consternación de sus profesores.

## Trayectoria
Gibson es conocido sobre todo por su novela Neuromante (1984), precursora del género cyberpunk y ganadora de los premios Hugo y Nébula. También es el popularizador del término ciberespacio para denominar el espacio virtual creado por las redes informáticas. Junto con sus continuaciones Conde Cero (1986) y Mona Lisa acelerada (1988) forman lo que se ha denominado la Trilogía del Sprawl (o del ensanche).
En la misma línea estética ha escrito otra trilogía (conocida como Trilogía de Yamazaki o Trilogía del Puente) formada por las novelas Luz virtual (1993), Idoru (1996) y Todas las fiestas del mañana (1999), además de algunos cuentos entre los que destacan Quemando Cromo (1981) y Johnny Mnemonic (1982) --llevada después al cine y protagonizada por el actor Keanu Reeves.
Su última novela Mundo espejo (2003), abandona la temática ciberpunk para abordar un tecno-thriller con elementos muy actuales.

## Obra

### Novela
La Trilogía del Sprawl (o del Ensanche)
1. Neuromante (1984) [Ed Minotauro 1989, ISBN 84-450-7084-3; reedición cartoné 2007, ISBN 978-84-450-7662-0].
2. Conde Cero (1986) [Ed Minotauro 1990, ISBN 84-450-7095-9; reedición bolsillo 2008, ISBN 978-84-450-7702-3].
3. Mona Lisa acelerada (1988) [Ed Minotauro 1992, ISBN 84-450-7111-4].

La Trilogía del Puente
1. Luz virtual (1993) [Ed Minotauro 1994, ISBN 84-450-7214-5].
2. Idoru (1996) [Ed Minotauro 1998, ISBN 84-450-7277-3].
3. Todas las fiestas de mañana (1999) [Ed Minotauro 2002, ISBN 84-450-7350-8].

La trilogía de Bigend
- Mundo espejo (Pattern recognition) (2003) [Ed Minotauro 2004, ISBN 84-450-7518-7].
- País de espías (Spook Country) Ed Plata —Colección Plata Negra— 2009.
- Historia Cero (Zero History) Ed Plata —Colección Plata— 2012.

La trilogía de Jackpot
- The Peripheral (2014) [Ed Roca Editorial 2017, ISBN 84-1686-749-6].
- Agency (2020) [Berkley Books].
- TBA.

Otras novelas
- La máquina diferencial (1990), con Bruce Sterling [Ed La Factoría de Ideas 2006, ISBN 84-9800-281-8].

### Antologías
La principal antología de los cuentos e historias cortas de Gibson está publicada en castellano.
- Quemando cromo (1986) [Ed Minotauro 1994, ISBN 84-450-7080-0], colección de relatos que incluye los siguientes cuentos:
  - Johnny Mnemonic (1981) —Omny mayo—, cuento que dio pie al largometraje del mismo nombre de 1995.
  - El continuo de Gernsback (1981) —Universe #11—, cuento del que se hizo una película para TV.
  - Fragmentos de una rosa holográfica (1977) —Unearth #3—.
  - La especie (1981), con John Shirley —Shadows #4—.
  - Regiones apartadas (1981) -Onmy octubre-, cuento que también se publicó como cómic;
  - Estrella roja, órbita de invierno (1983), con Bruce Sterling —Omny julio—.
  - Hotel New Rose (1984) —Omny julio—, cuento que también dio pie a otro largometraje en 1998.
  - El mercado de invierno (1985) —Vancouver noviembre—.
  - Combate aéreo (1985), con Michael Swanwick —Omny julio—.
  - Quemando Cromo (1982) —Omny julio—.
- Siruela (ed.). Mirrorshades. Una Antología Ciberpunk. p. 312. ISBN 84-7844-418-1. Recopilación por Bruce Sterling. Incluye tres relatos:
  - Jonny Mnemonic.
  - El continuo Gernsback.
  - Estrella roja, órbita invernal.

El continuo Gernsback también fue publicado en Cronopaisajes, publicado por Edidiciones B (Nova) y Byblos.
Existe también una antología sin publicar en castellano, Fragments en rose de hologramme (1988) [Ed Librio 1998, 2-277-30215-5], selección de cinco relatos de Quemando Cromo publicada en Francia.

### Cuentos
Muchos de los cuentos de William Gibson solo se pueden encontrar en revistas y antologías generales. Los que aquí se apuntan (en orden cronológico inverso) no han sido traducidas al castellano:
- Thirteen Views of a Cardboard City (1997) —New Worlds #222—.
- Were the Holograms Go (1993) —The Wild Palms Reader—.
- Agrippa (1992) —The Book of The Dead—.
- Academy Leader (1991) —Cyberspace: First Steps—.
- Cyber Claus (1991) —The Washington Post Book World—.
- Skinners room (1990) —Visionary San Francisco—.
- Darwin (1990) —Spin abril—.
- The Angel of Goliath (1990), con Bruce Sterling —Interzone #40—.
- Tokyo Collage (1988) —SF Eye #4—.
- Hippie Hat Brain Paradise (1989) —Semiotext (e) #14—.

### Guiones
La principal actividad de Gibson orientada al cine y la TV es, como fácilmente se puede comprender, trabajos de adaptación de sus novelas y cuentos. Entre otros Gibson escribió dos guiones para la serie Expediente X. El capítulo 11 de la 5.ª temporada (Kill Switch) y el 13 de la 7.ª temporada (First Person Shooter).

## Adaptaciones
- Johnny Mnemonic  (1995). Dirigida por Robert Longo. Con Keanu Reeves, Dolph Lundgren, Takeshi Kitano, Ice-T, Dina Meyer, Henry Rollins y Udo Kier.
- New Rose Hotel  (1998). Dirigida por Abel Ferrara. Con Christopher Walken, Willem Dafoe y Asia Argento.
- No maps for these territories  (2000). Documental sobre el autor, dirigido por Mark Neale.

## Otros
- Escribió la canción Dog Star Girl para Deborah Harry. Esta fue en 1993 incluida en el disco Debravation, con música a cargo de Chris Stein.